# Яковенко, Владимир Иванович
Влади́мир Ива́нович Якове́нко (30 мая (13 июня) 1857 — 18 января 1923) — русский психиатр, один из основоположников социальной психиатрии и организации психиатрической помощи в России. Инициатор первой переписи психически больных на территории Московской и других губерний, что явилось основой для статистики психических заболеваний.

## Биография
Родился 13 июня 1857 года в семье майора Ивана Яковенко.
В 1881 году окончил Медико-хирургическую академию (впоследствии преобразована в Военно-медицинскую академию). После окончания учёбы три года работал земским врачом в Кременчугском и Миргородском уездах. Обширная врачебная практика и знакомство со спецификой земской медицины заострило его внимание на крайне неблагоприятном содержании и лечении больных с расстройством психики. Его не устраивали и применявшиеся в ту пору методы лечения.
В 1884 году В. И. Яковенко был принят на должность ординатора Бурашевской психиатрической колонии (ныне Тверская областная психиатрическая больница № 1 им. Литвинова).
В 1886 году В. И. Яковенко возил к Л. Пастеру на вакцинацию крестьян Тверской губернии, укушенных бешеным волком. В Париже ознакомился с организацией психиатрической помощи во Франции. В 1887—1888 г.г. изучал в Германии анатомию головного мозга, экспериментальную психологию и физиологию нервной системы. Ознакомился с большими психиатрическими учреждениями и клиниками Германии и Швейцарии.
В 1889 году В. И. Яковенко переходит работать в Голенчинскую больницу (ныне Рязанская областная клиническая психиатрическая больница имени Н. Н. Баженова).
На короткий срок он возвратился в Петербург, где работал в Петербургской психиатрической больнице Святого Пантелеймона (ныне Городская психиатрическая больница № 3 имени И. И. Скворцова-Степанова).
В 1891 году В. И. Яковенко был назначен заведующим недавно образованной Смоленской психиатрической больницы. Всего за три года работы В. И. Яковенко земская психиатрическая больница превратилась практически в образцовое медицинское учреждение, в значительной мере обеспечивающее собственные потребности и поставляя на рынок излишки своей продукции.

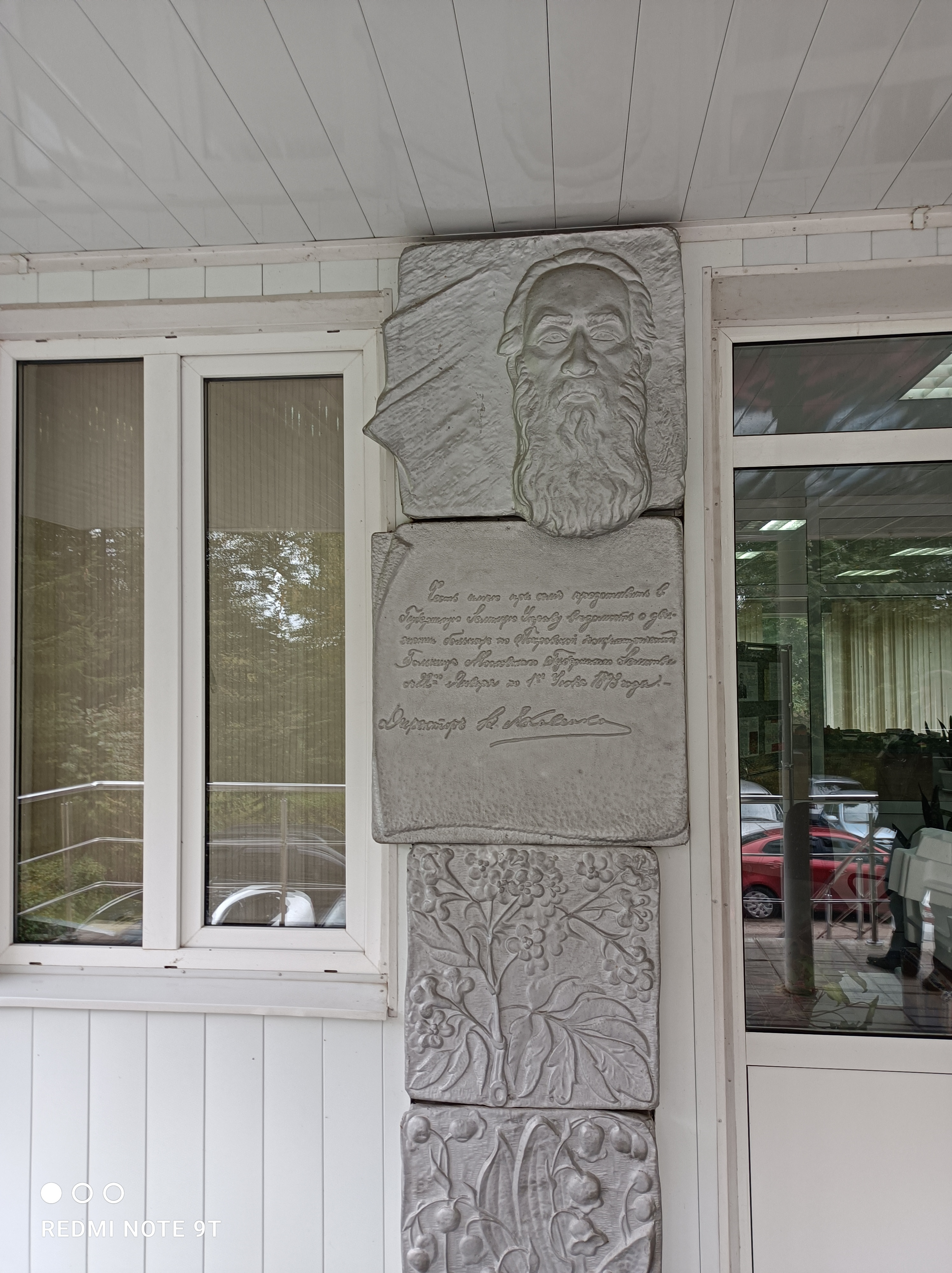
Барельеф с образом В. И. Яковенко при входе в административное здание психиатрической больницы в Мещерском Чеховского района

В 1894 году он был назначен руководителем строительства земской психиатрической больницы в селе Покровское-Мещерское Подольского уезда (ныне Московская областная психиатрическая больница № 2 им. В. И. Яковенко), которой он руководил до 1906 года.
В 1905 году Владимир Иванович принял активное участие в революционном движении, вёл политическую агитацию среди интеллигенции и крестьян, за что был уволен в 1906 году от службы и выслан на хутор Бутова Гора Полтавской губернии, где жил и работал до самой смерти, продолжая заниматься общественной, лечебной и научной работой, а также оказывая постоянную медицинскую помощь местному населению.
В 1922—1923 г.г. на Полтавщине вспыхнула эпидемия сыпного тифа, в подавлении эпидемии Владимир Иванович принял активное участие. Вскоре заразился тифом сам, скончался в санатории города Миргород 18 января 1923 года.

## Научная деятельность
За время своей работы в Смоленской психиатрической больнице В. И. Яковенко преобразовал, заново создал больницу. Здесь впервые в большом масштабе проявился крупный организаторский талант Яковенко.
В отличие от практикуемой ранее изоляции в бараках, монастырях, домах призрения появилась возможность сосредоточить всех психиатрических больных в одном месте. В. И. Яковенко более, чем успешно, применял трудотерапию как метод лечения с учётом интересов, бывшей профессии и физическими возможностями больных, что стало существенной новацией того времени. Этот новый метод дал положительные результаты и постепенно стал распространяться в России.
Под руководством В. И. Яковенко стала образцовой и психиатрическая больница в селе Покровское-Мещерское (ныне Московская областная психиатрическая больница № 2 им. В. И. Яковенко). Устройство больничных павильонов, их размещение с искусно продуманным использованием живописного рельефа, продуманная планировка и новая, самобытная организация всей внутренней жизни этого учреждения — всё было подчинено заботе о душевнобольных, созданию для них оптимальных условий содержания и лечения. Больница, как одна из лучших в мире, была представлена на Международной выставке гигиены в Дрездене, а в 1913 году получила высшую награду Всероссийской гигиенической выставки.
Кроме создания лучшей психиатрической больницы, В. И. Яковенко принадлежит заслуга организации в 1893 году первой в России психиатрической переписи, которая сначала ограничивалась пределами Московской губернии, но впоследствии была проведена и в других местностях. Благодаря этому впервые в России была установлена точная статистика душевной заболеваемости.
В. И. Яковенко был одним из активных сторонников общедоступности психиатрической помощи. Он выступал с проектом устройства сети уездных психиатрических больниц, разрабатывал вопросы социальной психиатрии, занимался общественной деятельностью.
В. И. Яковенко был одним из активнейших участников и организаторов целого ряда съездов врачей, участвовал в подготовке устава Всероссийского общества психиатров, был одним из редакторов «Журнала невропатологии и психиатрии имени С. С. Корсакова», а также был деятельным членом Общества невропатологов и психиатров.
В. И. Яковенко было опубликовано 60 научных работ по различным вопросам организации психиатрической помощи, социальной и клинической психиатрии.

## Факты
- В. И. Яковенко состоял в дружеских отношениях с А. П. Чеховым. Знакомство Чехова и Яковенко возникло на почве их врачебной и общественной деятельности в земстве и особого интереса писателя к психиатрии[6].
- В. И. Яковенко был также другом и лечащим врачом В. Г. Короленко[3].

## Основные труды
- Яковенко В. И. Индуцированное помешательство как один из видов патологического подражания, 1887.
- Яковенко В. И. Душевно-больные Московской губернии